# Mohamad Haidar
Mohamad Faouzi Haidar (arabisch محمد فوزي حيدر, DMG Muḥammad Fauzī Ḥaidar; * 8. November 1989 in Tayr Debba, Tyros) ist ein libanesischer Fußballspieler.

## Karriere

### Verein
Aus der Jugend des Tadamon Sur Club kommend, wechselte er zur Saison 2008/09 in deren erste Mannschaft und spielte für diese dann bis zum Ende der Spielzeit 2010/11. Danach zog es ihn zum Safa SC, wo er weitere zwei Spielzeiten verbrachte. In der Spielrunde 2011/12 wurde er in der Liga mit 12 Toren zum Torschützenkönig und gewann mit seinem Team auch die Meisterschaft. Ein Erfolg, welchen er mit seiner Mannschaft dann in der zweiten Saison auch nochmal wiederholte.
Anschließend wechselte er nach Saudi-Arabien, wo er nun über den Verlauf Saison 2013/14 bei al-Ittihad aktiv war, bereits nach der Hinrunde wechselte er dann aber zu al-Fateh, wo er jedoch ebenfalls nur bis zum Saisonende unter Vertrag stand. Zur Spielzeit 2014/15 ging es nun in den Irak, wo er für Amanat Bagdad spielte. Im Oktober 2015 kehrte er schließlich aber wieder zum Safa SC zurück, bei welchem er bis zum Saisonende 2015/16 unterkam. Seitdem steht er bei al-Ahed unter Vertrag. Mit diesen gewann er seitdem fünf Mal den Meistertitel und auch den AFC Cup 2019.

### Nationalmannschaft
Sein erstes bekanntes Spiel für die libanesische Fußballnationalmannschaft war am 7. August 2011 bei einer 2:3-Freundschaftsspielniederlage gegen Syrien, wo er zur 25. Minute für Mahmoud El-Ali eingewechselt wurde. Kurz darauf wurde er auch in der Qualifikation für die Weltmeisterschaft 2014 eingesetzt. Sein erstes Turnier, war anschließend der Arabischer Nationenpokal 2012, wo er mit seinem Team aber Letzter in der eigenen Gruppe wurde. Nach weiteren Qualifikationsspielen kam er auch bei zwei Spielen seines Teams bei der Westasienmeisterschaft 2012 zum Einsatz. Auch kamen später noch Qualifikationsspiele für die Asienmeisterschaft 2015 dazu, für welche er sich mit seinem Team aber ebenfalls nicht qualifizieren konnte.
Ab September 2015, ging es für ihn mit seinem Team dann in die Qualifikation für die Weltmeisterschaft 2018 und ab März 2017 in die für die Asienmeisterschaft 2019. Schlussendlich schaffte er mit seiner Mannschaft dann auch die erstmalige Qualifikation für das Turnier und kam hier auch in allen drei Gruppenpartien seines Teams in der Endrunde zum Einsatz. Später im Jahr folgten dann noch die Teilnahme an der Westasienmeisterschaft 2019 und der Start der Qualifikationsphase für die Weltmeisterschaft 2022.
Nach der Playoff-Partie im Vorfeld des Arabien-Pokal 2021. Gehörte er auch zum späteren Turnier-Kader dazu, wo er in allen Spielen seines Teams zum Einsatz kam. Nach danach weniger Einsätzen, kam er im Jahr 2023 vermehrt wieder zu Einsätzen in Freundschaftsspielen und auch in der Qualifikation für die Weltmeisterschaft 2026 war er schon aktiv.
Am 30. Dezember 2023 wurde er für den finalen Kader bei der Asienmeisterschaft 2024 nominiert.